# Benadalid
Benadalid è un comune spagnolo di 278 abitanti situato nella comunità autonoma dell'Andalusia.